# الانتخابات الفيدرالية الألمانية 2002
أقيمت الانتخابات الفدرالية في ألمانيا في 22 سبتمبر 2002 لانتخاب أعضاء البوندستاغ الخامس عشر. احتفظ الائتلاف الحاكم من يسار الوسط "الأحمر والأخضر" بقيادة المستشار حينها غيرهارد شرودر بأغلبية ضئيلة، كما احتفظ الحزب الديمقراطي الاجتماعي بمكانته باعتباره الحزب الأكبر في البوندستاغ بفرق ثلاثة مقاعد.